# 東尼·葛里夫
東尼·葛里夫（法語：Tony Gatlif，1948年9月10日—）是一名法國電影導演，同時也是編劇、作曲家、演員和電影製片人。2004年葛里夫以電影《北非行路遙》獲得了第57届坎城影展最佳導演獎。

## 早年生活
葛里夫於1948年出生於法屬阿爾及利亞（後獨立成為阿爾及利亞）的阿爾及爾，並在那裡度過童年。他的父親是來自卡比利亞的卡拜爾人，母親是羅姆人（又稱吉普賽人），其家族有西班牙的淵源。他的雙重族裔身份成為他創作的重要靈感來源。阿爾及利亞獨立戰爭爆發後，他於1960年代初移居法國。

## 職業生涯
葛里夫早年以演員身份投入戲劇演出，之後參與編劇工作，直到1975年開始了他的導演生涯。
葛里夫的作品經常關注羅姆人族群的歷史和現況，並且鍾情於音樂元素。1993年的電影《一路平安》以類似紀錄片的自由的形式呈現羅姆人由東向西跨越多個國家的歷史文化足跡，影評人以「無國籍」來形容該片獨特的視角。該片入選第46届坎城影展的一種注目單元，並以其實驗性獲得美國國家影評人協會1995年度特別獎。
1994年的電影《蒙多》改編自著名法語作家尚-馬利·古斯塔夫·勒克萊喬的作品，主角亦是啟用一名羅姆人男孩演出，但由於是改編劇本，葛里夫將本片視為獨立於他的吉普賽三部曲──《王子們》、《一路平安》與《過客》──之外的作品。
2004年葛里夫以電影《北非行路遙》獲得了第57届坎城影展最佳導演獎。他的電影《尋愛之路》是2006年坎城影展閉幕片。
在羅姆人和阿爾及利亞相關的題材之外，葛里夫的電影也觸及其他歐洲流浪族群與他們的音樂文化。2017年的電影《浪跡伊斯坦堡》中，葛里夫嘗試連結希臘的雷貝樂與歐亞交界處的難民議題。
除了導演與編劇的身份之外，葛里夫同時也參與電影配樂製作。他和他的團隊曾多次獲得法國凱薩電影獎的最佳原創音樂獎提名，並且在1999年以《過客》、2001年以《佛朗明哥式復仇》獲獎。

## 電影作品

### 编剧
- 1975年：憤怒之拳（英语：Raging Fists） （La Rage au poing）

### 导演兼编剧
- 1975年：La Tête en ruine
- 1978年：La Terre au ventre（法语：La Terre au ventre）
- 1981年：奔跑吧，吉普赛人！ （Corre gitano）
- 1981年：歌唱吧，吉普赛人！ （Canta gitano）
- 1982年：王子們 （Les Princes）
- 1985年：Rue du départ（法语：Rue du départ）
- 1989年：别哭我的爱 （Pleure pas my love）
- 1990年：加斯帕與魯賓遜 （Gaspard et Robinson）
- 1993年：一路平安 （Latcho Drom）
- 1995年：蒙多（英语：Mondo (film)） （Mondo）
- 1997年：過客（英语：The Crazy Stranger） （Gadjo dilo）
- 1998年：漂浪世代 （Je suis né d'une cigogne）
- 2000年：佛朗明哥式復仇（英语：Vengo (film)） （Vengo）
- 2001年：搖擺吉普賽（英语：Swing (2002 film)） （Swing）
- 2004年：北非行路遙 （Exils）
- 2006年：尋愛之路（英语：Transylvania (film)） （Transylvania）
- 2009年：自由 （Korkoro）
- 2012年：怒不可樂（法语：Indignados (film, 2012)） （Indignados）
- 2014年：傑羅尼莫（英语：Geronimo (2014 film)） （Geronimo）
- 2017年：浪跡伊斯坦堡（法语：Djam (film)） （Djam）
- 2021年：湯姆·麥地那 （Tom Medina）

## 外部連結
- 東尼·葛里夫在互联网电影资料库（IMDb）上的資料（英文）
- 法國AlloCiné影劇資料庫上東尼·葛里夫的演藝人員資料（法文）

- 托尼·加列夫在豆瓣上的资料（简体中文）